# 奥利维娅·梅里
奥利维娅·梅里（英語：Olivia Merry，1992年3月16日—），新西兰女子曲棍球运动员。她曾代表新西兰国家队参加2014年、2018年和2022年英联邦运动会曲棍球比赛，获得一枚金牌和一枚铜牌。